# Dorothy Holman
Edith Dorothy Holman (Kilburn (Londen), 18 juli 1883 – Brent, 15 juni 1968) was een tennisspeelster uit het Verenigd Koninkrijk.
Op de Olympische Spelen van Antwerpen in 1920 speelde Holman op drie toernooien: op het damesenkelspeltoernooi waar ze de zilveren medaille pakte, op het damesdubbelspeltoernooi, waar ze met Geraldine Beamish ook zilver behaalde, en op het gemengd dubbelspeltoernooi met Gordon Lowe.
In 1921 won ze het British Covered Court Championship – in de finale versloeg zij de Zuid-Afrikaanse Irene Peacock.